# Coloncus
Genre
Coloncus est un genre d'araignées aranéomorphes de la famille des Linyphiidae.

## Distribution
Les espèces de ce genre se rencontrent aux États-Unis et au Canada.

## Liste des espèces
Selon World Spider Catalog (version 16.5, 04/08/2015) :
- Coloncus americanus (Chamberlin & Ivie, 1944)
- Coloncus cascadeus Chamberlin, 1949
- Coloncus ocala Chamberlin, 1949
- Coloncus pius Chamberlin, 1949
- Coloncus siou Chamberlin, 1949

## Publication originale
- Chamberlin, 1949 : On some American spiders of the family Erigonidae. Annals of the Entomological Society of America, vol. 41, p. 483-562.